# ملعب دار الأمان
ملعب دار الأمان (بالإنجليزية: Darul Aman Stadium)‏ هو ملعب كرة قدم متعدد الأغراض يقع في ألور سيتار، ماليزيا، يتسع لـ 32,387 متفرج.

## التاريخ
افتتح الملعب عام 1967. تم تجديده في 2006. تمت توسعته في 1997.